# Jean-Luc Crucke
Jean-Luc Crucke (Ronse, 22 oktober 1962) is een Belgisch politicus voor de Franstalige partij Les Engagés. Tot begin 2023 was hij lid van de partij MR.

## Levensloop
Crucke studeerde in 1984 af als licentiaat in de rechten aan de Université catholique de Louvain en schreef zich als advocaat in aan de balie van Doornik. Hij richtte een zelfstandige advocatenpraktijk op in Frasnes-lez-Anvaing en baatte die tot in 2016 uit.
Actief in liberale studentenverenigingen was Crucke van 1984 tot 1988 de voorzitter van de jongerenafdeling van de toenmalige PRL (de JRL) in Frasnes-lez-Anvaing. Vervolgens was hij van 1989 tot 1990 voorzitter van de JRL van West-Henegouwen en van 1990 tot 1991 nationaal voorzitter van de JRL. In 1997 werd hij ondervoorzitter van de PRL-afdeling in het arrondissement Aat, waarna hij in 2002 voorzitter van de MR-federatie van West-Henegouwen werd. Van 2014 tot 2021 was Crucke nationaal ondervoorzitter van de MR.
Bij de gemeenteraadsverkiezingen van oktober 1988 werd Crucke voor het eerst verkozen tot gemeenteraadslid van Frasnes-lez-Anvaing en van januari 1989 tot oktober 1997 was hij er eerste schepen. Van 1989 tot 1994 was hij bevoegd voor Cultuur, Onderwijs, Sport en Jeugd en van 1995 tot 1997 voor Financiën. Van oktober 1997 tot oktober 2019 was hij er burgemeester ter opvolging van Jean-Baptiste Delhaye. In oktober 2019 nam Crucke ontslag als burgemeester en gemeenteraadslid om zich te concentreren op zijn ministeriële functies.
In februari 2004 werd Crucke lid van de Kamer van volksvertegenwoordigers ter opvolging van Olivier Chastel, die minister in de Franstalige Gemeenschapsregering werd. Hij bleef dit tot in juni 2004, waarna hij lid werd van het Waals Parlement en van het Parlement van de Franse Gemeenschap. In deze laatste assemblee was hij van 2004 tot 2007 voorzitter van de commissie Internationale Betrekkingen en Europese Aangelegenheden. Vervolgens was hij van juni 2007 tot juni 2009 opnieuw lid van de Kamer en van juni 2009 tot juli 2017 was hij opnieuw Waals Parlementslid en volksvertegenwoordiger van de Franse Gemeenschap. In het Waals Parlement werd hij lid van de commissies Energie, Huisvesting, Openbaar Onderwijs en Wetenschappelijk Onderzoek en in het Parlement van de Franse Gemeenschap was Crucke van 2009 tot 2014 voorzitter van de commissie Onderwijs. Nadien was hij van 2014 tot 2015 voorzitter van de commissie Lokale Besturen, Huisvesting en Energie in het Waals Parlement en van 2015 tot 2017 ondervoorzitter van deze assemblee. In 2017 was hij er tevens eerste ondervoorzitter van de onderzoekscommissie naar het Publifinschandaal.
Van juli 2017 tot september 2019 was Crucke minister van Begroting, Financiën, Klimaat, Energie en Luchthavens in de Waalse Regering, toen de MR als gevolg van een coalitiewissel deel ging uitmaken van deze regering. Bij de regionale verkiezingen van mei 2019 werd hij opnieuw verkozen als Waals Parlementslid. Na de Waalse regeringsonderhandelingen werd hij in september 2019 minister van Financiën, Begroting, Luchthavens en Sportinfrastructuur in de regering-Di Rupo III. 
Op 10 januari 2022 kondigde Crucke zijn ontslag aan als minister in de regering-Di Rupo III. Naar eigen zeggen lagen zijn progressief-liberale overtuigingen niet meer in lijn met die van zijn partij, die onder voorzitter Georges-Louis Bouchez een rechtsere koers was gaan varen. De precieze aanleiding voor zijn ontslag was een voorstel tot decreet voor een rechtvaardige belasting dat hij in het Waals Parlement had ingediend, dat op de tegenstand van de Waalse MR-fractie en MR-voorzitter Bouchez botste, die de voorgestelde belastinghervorming niet liberaal genoeg vonden. Hoewel de Waalse MR-fractie uiteindelijk toch instemde met de belastinghervorming, vond Crucke dat hij niet meer voldoende werd gesteund door zijn partij en besloot hij ontslag te nemen als minister. Op hetzelfde moment werd bekendgemaakt dat Crucke door de MR werd voorgedragen voor de functie van rechter in het Grondwettelijk Hof, waar hij Jean-Paul Moerman zou gaan opvolgen, die in augustus 2022 op emeritaat ging. In afwachting daarvan nam Crucke zijn zetel in het Waals Parlement en het Parlement van de Franse Gemeenschap opnieuw in. Op 13 januari 2022 werd het ontslag van Crucke als minister officieel, toen zijn opvolger Adrien Dolimont in het Waals Parlement werd beëdigd. Zes maanden later kwam Crucke echter op de beslissing terug om in het Grondwettelijk Hof te gaan zetelen en besloot hij te blijven zetelen in het parlement. Hij bleef regionaal parlementslid tot in juni 2024 en van juni 2022 tot februari 2023 was hij in het Waals Parlement ondervoorzitter van de commissie Energie, Klimaat en Mobiliteit.
Op 9 februari 2023 kondigde Crucke zijn vertrek aan uit de MR omdat hij zich niet meer herkende in de koers van die partij, die volgens hem te veel naar rechts was opgeschoven. Hij had eerst geprobeerd om met ontevreden MR-leden en de partijen Les Engagés en DéFI een nieuwe politieke beweging op te richten, maar dit was mislukt. Hij stapte dan maar over naar Les Engagés en werd meteen aangesteld tot ondervoorzitter, een functie waarin hij het klimaat- en energiebeleid van de partij ging uitzetten. Crucke bleef de functie van vicevoorzitter bekleden tot in februari 2025.
Crucke was bij de verkiezingen van juni 2024 federaal lijsttrekker voor Les Engagés in Henegouwen. Met een persoonlijke score van 32.000 voorkeurstemmen werd hij opnieuw verkozen als Kamerlid. Hij werd er voorzitter van de Kamercommissie Justitie. In februari 2025 nam Crucke ontslag uit zijn parlementaire functies.
In februari 2025 werd Jean-Luc Crucke door zijn partij voorgedragen als minister in de federale regering-De Wever. Hij nam de bevoegdheden Klimaat, Mobiliteit en Ecologische Transitie voor zijn rekening.